# دوبنده (روستا)
دوبندی (به لاتین: Dübəndi) یک منطقهٔ مسکونی در جمهوری آذربایجان است که در باکو واقع شده‌است.